# Brønshøj
Brønshøj er en del af bydelen Brønshøj-Husum i København (postnummer 2700). I 1901 blev Brønshøj indlemmet i Københavns Kommune.
Brønshøj består i dag fortrinsvis af villakvarterer rundt om Brønshøj Torv, Brønshøj Kirke og Rytterskolen, som er fra 1723, og Tingbjerg. Bydelen flankeres af Utterslev Mose, Husumvej, Hulgårdsvej og Vestvolden ved Husum og gennemskæres af Frederikssundsvej. Der bor godt 40.000 personer (2007) i bydelen.
I Brønshøj udkommer lokalaviserne Brønshøj-Husum Avis og Brønshøj Posten hver uge. Desuden sender det lokale TV-Bella via Kanal København.

## Historie
Den ældst kendte benævnelse af Brønshøj ("Brunshoga") stammer fra et pavebrev dateret 21. oktober 1186. Det indeholder bl.a. pave Urban II's bekræftelse af ærkebiskop Absalons ejendom i landsbyen og kaldsret til kirken. Kirken stammer fra omtrent samme tid.
Under Københavns belejring blev landsbyen og dens jorder omdannet til en kæmpestor befæstet militærlejr, Carlstad, opkaldt efter den svenske kong Karl X Gustav, der belejrede København. Levn af befæstningen, der på sit højeste husede lige så mange mennesker som København, kan stadig findes i området. Brønshøj Museum huser en udstilling om Carlstad.
I slutningen af 1800-tallet og begyndelsen af 1900-tallet udviklede den landlige bebyggelse sig til en forstad til den hastigt voksende København. I 1901 blev Brønshøj sammen med en række nabolandsbyer inkorporeret i Københavns kommune. Brønshøj rummer i dag flere markante eksempler på vigtige danske bygningstyper. Et eksempel er andelsforeningen Enigheden, der blev grundlagt i 1899 som boliger for arbejderne på mejeriet Enigheden. I 1950'erne blev de første egentlige højhuse i Danmark opført på Bellahøj.

## Brønshøj og kulturhistorien
Brønshøj var hjemsted for forfatteren Martin A. Hansen, der boede på Skolevangen omkring 2. verdenskrig.
En del af Bjarne Reuters romaner foregår i Brønshøj, bl.a. Busters verden, Når snerlen blomstrer og Månen over Bella Bio. (Bella Bio er i dag supermarked.)

## Transport
Den offentlige transport præges af busser, da man skal til Vanløse eller Husum for at nå S-togene, og da Brønshøj hverken betjenes af den nuværende Metro eller den kommende Metro-ring. Et arbejde pågår i 2012-13 i Københavns kommune, der skal udrede mulighederne for at etablere en letbane i midterrabatten på Frederikssundsvej på strækningen Nørrebro Station-Bellahøj-Brønshøj Torv-Husum Torv.
Husum station er eneste S-togsstation i Brønshøj/Husum området. Husum station er cirka 200 meters gang fra Husum torv.
De væsentligste busforbindelser er
- 2A mod Frederiksberg, Indre By (København) og til Refshaleøen;
- 5C mod Nørrebro, Nørreport, Indre By (København), Amager, Kastrup og til Københavns Lufthavn;
- 10 mod Vanløse, Flintholm og til Åmarken Station;
- 350S mod Nørreport

Frederikssundsvej og Jyllingevej har tilkørselsrampe til Ring 3 (motorvej). Hillerødmotorvejen ender i det nordlige Brønshøj ved Utterslev Mose.